# Хе Сі
Хе Сі (кит. 何夕, піньїнь: Hé Xī; колишнє ім'я — Хе Хунвей (кит. трад. 何宏偉, піньїнь: Hé Hóngwěi) нар. грудень 1971, Танчан, Піду, провінція Сичуань) — китайський письменник-фантаст. Член Асоціації письменників провінції Сичуань.

## Творчість
Його твори — це переважно наукова фантастика, що включає космічні дослідження, подорожі в часі, паралельний простір-час та інші теми, здебільшого зосереджені на макронауці та людській природі.

### Оповідання
- «Нічне шаленство» (кит. спр. 一夜疯狂; 1991)
- «Нерозділене кохання» (кит. спр. 光恋; 1992)
- «Дефектний» (кит. спр. 缺陷; 1993)
- «Комп'ютерний диявол» (кит. спр. 电脑魔王; 1993)
- «Мряка» (кит. спр. 小雨; 1994)
- «Постріли в бійницю» (кит. спр. 漏洞里的枪声; 1994)
- «Перпендикулярно» (кит. спр. 平行; 1994)
- «Оригінал» (кит. спр. 本原; 1995)
- «Паньґу» (кит. спр. 盘古; 1996)
- «Сьогодні вночі очікується метеоритний дощ» (кит. спр. 今夜有流星雨; 1998)
- «Чужа земля» (кит. спр. 异域; 1999)
- «Ідилія» (кит. спр. 田园; 1999)
- «Лихо людства триватиме десять тисяч років» (кит. спр. 祸害万年在; 1999)
- «Любовна розлука» (кит. спр. 爱别离; 2000)
- «Хмари в моєму рідному місті» (кит. спр. 故乡的云; 2001)
- «Шість царств істот» (кит. спр. 六道众生; 2002)
- «Людина з розбитим серцем» (кит. спр. 伤心者; 2003)
- «Судний день» (кит. спр. 审判日; 2004)
- «Я народився з талантом» (кит. спр. 天生我材; 2005)
- «Хто я?» (кит. спр. 我是谁; 2006)
- «Припустимо, що…» (кит. спр. 假设; 2007)
- «Природна тривалість життя» (кит. спр. 天年; 2015)

### Збірки
- «Пастка Дарвіна» (кит. спр. 達爾文陷阱; 2011)
- «Життя без зустрічі» (кит. спр. 人生不相見; 2011)

## Нагороди
- «Той, що розбиває серця» отримав Гран-прі премії «Галактика» 2003 року.